# Губернаторство Бессарабия

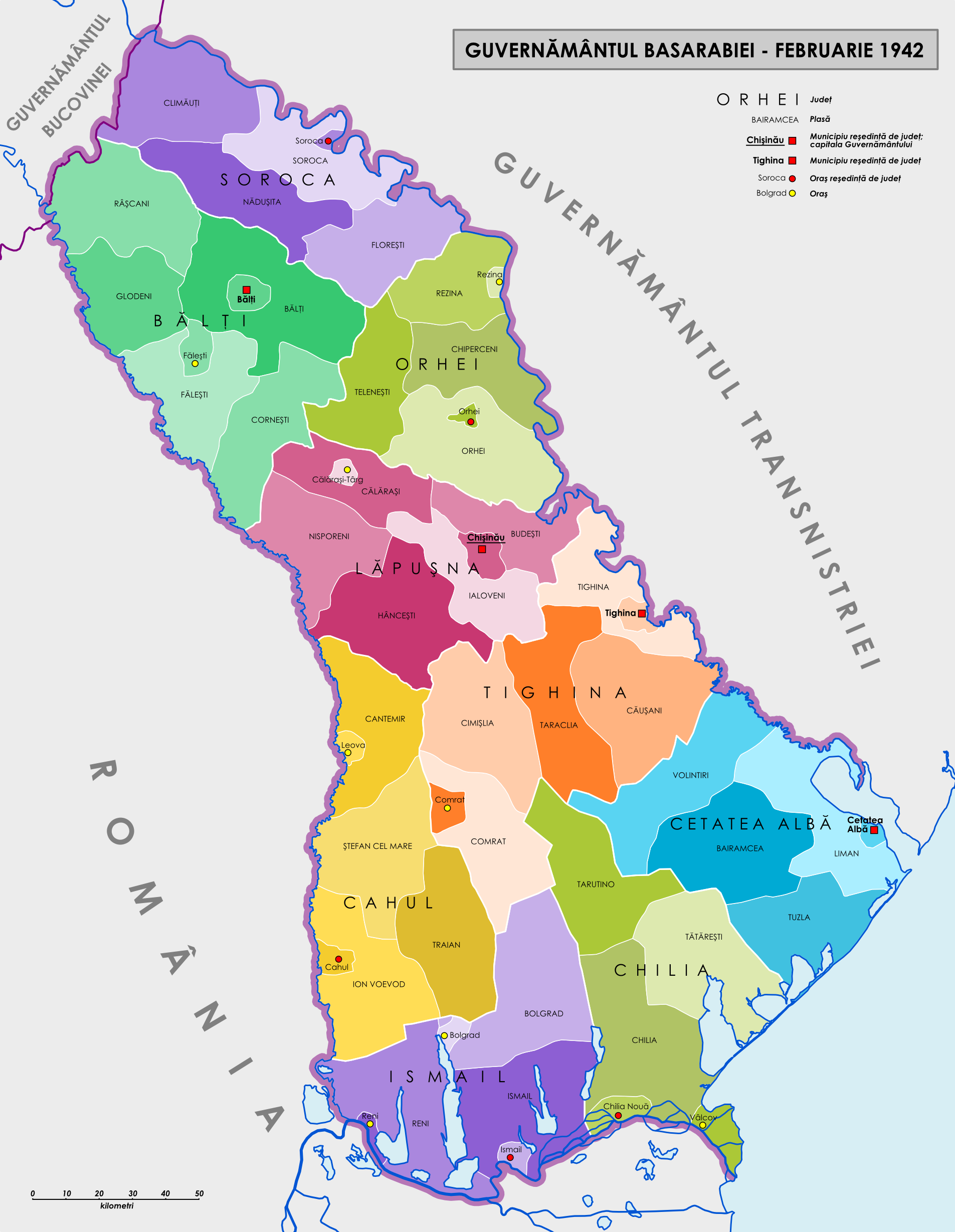
Губернаторство Бессарабия (1941—1944)

Губерна́торство Бессара́бия — административно-территориальная единица, образованная румынскими властями на территории оккупированной Молдавской ССР и Аккерманской области во время Второй мировой войны. Главный город — Кишинёв. Губернатором Бессарабии стал К. Войкулеску. Бессарабское губернаторство было образовано летом 1941 года; де-факто ликвидировано советскими войсками в 1944 году в ходе Ясско-Кишинёвской операции.
Для руководства и координации действий оккупационной администрации при кабинете министров был создан специальный орган — Военно-гражданский кабинет для администрации Бессарабии, Буковины и Транснистрии (КББТ).
Губернаторство делилось на такие жудецы, как Аккерманский (центр в Четатя-Албэ, современный Белгород-Днестровский), Бельцкий (центр в Бельцах), Кагульский (центр — Кагул), Оргеевский (центр — Оргеев), Килийский (центр — Килия), Сорокский (центр — Сороки), Измаильский (центр — Измаил), Тигина (центр — Бендеры) и Лапушна (центр в Кишинёве). Каждый из жудецев делился на пласы. Жудецами управляли префекты, их замещали субпрефекты; пласами (претурами) руководили преторы, их замещали прим-преторы (субпреторы). Населённые пункты, входившие в состав плас, возглавляли примары. Такая система управления губернаторством была временной.
На территории Бессарабии были развернуты лагеря для советских военнопленных, в том числе в Бельцах и Болграде.